# Juliana Baroni
Juliana Riva Baroni (sinh ngày 18 tháng 4 năm 1978) là nữ diễn viên, vũ công kiêm ca sĩ người Brasil. Cô được  biết đến với vai trò là trợ lý của người dẫn chương trình Xuxa trong 5 năm. Cô cũng từng vào vai chính trong bộ phim truyền hình telenovela Dance, Dance, Dance.

## Sự nghiệp
Baroni khởi đầu sự nghiệp truyền hình của mình vào tháng 2 năm 1990 với tư cách là trợ lý cho người dẫn chương trình Xuxa trong sê-ri cho trẻ em có tên Xou da Xuxa trên kênh Rede Globo. Cô làm công việc này trong suốt 5 năm. Cũng trong khoảng thời gian này, cô thu âm một album chung với các trợ lý khác, bên cạnh việc hát bè cho các bài hát thiếu nhi của Xuxa. Cô rời công việc năm 1995 khi Xuxa làm mới sê-ri với một loạt những trợ lý mới.
Sau khi rời khỏi Xou da Xuxa, Juliana bắt đầu sự nghiệp diễn xuất. Cô tham gia vào các phim truyền hình dài tập như: Cara e Coroa, Salsa e Merengue, Malhação, Uga-Uga, A Lua Me Disse và O Profeta. Cô cũng góp mặt trong sê-ri phim của Bồ Đào Nha là A Senhora das Águas, trình chiếu trên kênh RTP.
Vào năm 2006, cô tham gia với một vai diễn trong phim điện ảnh Polaróides Urbanas của đạo diễn Miguel Falabella. Sang năm 2007, cô lần đầu tiên đảm nhận vai nữ chính với bộ phim Dance, Dance, Dance.
Juliana Baroni từng được chọn thay thế cho Juliana Paes để vào vai Ulla trong vở nhạc kịch The Producers của biên kịch Falabella. Baroni cũng từng vào vai Đệ Nhất Phu nhân Brasil, Marisa Letícia Lula da Silva trong phim điện ảnh Lula, o filho do Brasil.